# 李微冬
李微冬（1911年—1982年），原名李汝震，又名李位东，男，回族，山东枣庄人，中华人民共和国政治人物，曾任宁夏回族自治区文教厅长、文教办副主任，宁夏回族自治区人大常委会副主任。